# Ennemies, une histoire d'amour
Pour les articles homonymes, voir Enemy.
Pour plus de détails, voir Fiche technique et Distribution.
Ennemies, une histoire d'amour (Enemies: A Love Story) est un film américain réalisé par Paul Mazursky, sorti en 1989. Il s'agit d'une adaptation cinématographique du roman du même nom d'Isaac Bashevis Singer.

## Synopsis
Herman Broder est le seul survivant de sa famille juive polonaise après la Seconde Guerre mondiale. Après avoir émigré à New-York, il se retrouve involontairement tiraillé entre trois femmes : sa servante polonaise Yadwiga, à qui il doit sa survie, Masha, sa maîtresse sensuelle et tourmentée, et son épouse officielle Tarnara, qu'il croyait morte dans un camp de concentration et qui refait soudainement surface...

## Fiche technique
- Titre : Ennemies, une histoire d'amour
- Titre original : Enemies: A Love Story
- Réalisation : Paul Mazursky
- Scénario : Roger L. Simon et Paul Mazursky d'après le roman d'Isaac Bashevis Singer
- Production : Pato Guzman, Paul Mazursky, James G. Robinson, Joe Roth et Irby Smith
- Société de production : Morgan Creek Productions
- Musique : Maurice Jarre
- Photographie : Fred Murphy
- Montage : Stuart H. Pappé
- Pays d'origine : États-Unis
- Format : Couleurs
- Genre : Comédie dramatique, romance
- Durée : 119 minutes
- Date de sortie : 1989

## Distribution
- Ron Silver : Herman Broder
- Anjelica Huston : Tamara Broder
- Lena Olin : Masha
- Margaret Sophie Stein : Yadwiga
- Alan King : Rabbi Lembeck
- Judith Malina : Mère de Masha
- Rita Karin : Mrs. Schreier
- Phil Leeds : Pesheles
- Elya Baskin : Yasha Kobik
- Paul Mazursky : Leon Tortshiner